# عمرو عبد اللطيف أبو العطا
عمرو عبد اللطيف أبو العطا هو دبلوماسي مصري، عُين سنة 2014 سفيرًا لمصر ومندوبًا دائمًا لها بالأمم المتحدة، ورأس لجنة مكافحة الإرهاب التابعة لمجلس الأمن، كما تولى رئاسة مجلس الأمن في شهر أغسطس 2017. كما عمل سفيرً لجمهورية مصر العربية لدى المملكة الأردنية الهاشمية في الفترة من 2008 إلى 2012، وكان مندوبًا دائمًا لمصر في جامعة الدول العربية.